# Liste der Baudenkmale in Pripsleben
In der Liste der Baudenkmale in Pripsleben sind alle denkmalgeschützten Bauten der Gemeinde Pripsleben (Mecklenburg-Vorpommern) und ihrer Ortsteile aufgelistet. Grundlage ist die Veröffentlichung der Denkmalliste des Landkreises Mecklenburgische Seenplatte (Auszug) vom 20. Januar 2017.

## Baudenkmale nach Ortsteilen

### Pripsleben
| ID  | Lage                  | Bezeichnung    | Beschreibung                                                                                 | Bild           |
| --- | --------------------- | -------------- | -------------------------------------------------------------------------------------------- | -------------- |
| 888 | Dorfstraße 15 (Karte) | Kirche mit     | kleiner neugotischer Backsteinbau auf Feldsteinsockel mit Walmdach und freistehendem Südturm | Weitere Bilder |
| 888 |                       | Feldsteinmauer |                                                                                              |                |

### Barkow
| ID  | Lage                             | Bezeichnung        | Beschreibung | Bild           |
| --- | -------------------------------- | ------------------ | --- | -------------- |
| 119 | Barkow 21 (Karte)                | Kirche mit         | gotische, einschiffige Feldsteinkirche, wahrscheinlich aus dem 15. Jahrhundert. Der Fachwerkturm stammt von 1907. | Weitere Bilder |
| 119 |                                  | Friedhofsmauer und | |                |
| 119 |                                  | Torpfeilern        | |                |
| 120 | L27 (am Abzweig nach Barkow/K41) | Wegweiserstein     | |                |

## Quelle
- Karte der Baudenkmale im Geoportal des Landkreises